# Art Uallach Ua Ruairc
Art Uallach Ua Ruairc (mort en 1046) est un roi de Connacht issu des Uí Briúin une branche des Connachta. Il appartient au sept des Uí Briúin Bréifne et pendant son règne de 1030 à 1046 se poursuit la faide qui oppose les Uí Briúin Bréifne au Ua Conchobair du Síl Muiredaig .

## Biographie
Art Uallach Ua Ruairc est le fils de Aed mac Fergail Ua Ruairc Héritier présomptif du Connach tué en 1015 par
Tadg in Eich Gil Ua Conchobair du sept rival Síl Muiredaig des Uí Briúin Aí. Il accède au trône en 1030 après la défaite et la mort du meurtrier de son père tué par Maelseachlainn, Ua Maol Ruanaidh, tigherna des Uí Cremthainne et de Midhe, allié au Clan Coscraidh dont Ecsaide Ua Cathluain .
En 1039 Áed in Gai Bernaig Ua Conchobair, le fils de son prédécesseur est mentionné dans les annales des quatre maîtres lorsqu'il tue le « seigneur de l'est du Connacht » Donnchadh Dearg, le propre fils cadet d' Art Uallach mac Áeda. Áed s'empare à son tour du trône du Connacht en 1046 lorsque Art Uallach Ua Ruairc est tué par les Hommes du Cenél Conaill, la seconde année après avoir pillé le monastère de Clonmacnoise ,
Son fils ainé Áed mac Airt Uallaig Ua Ruairc sera ultérieurement roi du Connacht pendant que son 3e fils Niall tué en 1047  sera l'ancêtre des Ua Ruairc postérieurs 

## Sources
- (en) Francis John Byrne, Irish Kings and High-Kings, Londres, Batsford, 1973, 342 p. (ISBN 978-0-7134-5882-4)
- (en) T.W Moody, F.X. Martin, F.J. Byrne A New History of Ireland IX Maps, Genealogies, Lists. A companion to Irish History part II . Oxford University Press réédition 2011  (ISBN 9780199593064) Kings of Connacht to 1224 p. 138.
- (en) Donnchad Ó Corráin, Ireland Before the Normans, Dublin (1972) Gill and Macmillan éditeurs
- (en) Seán Ó Hoireabhárd, Succession in twelfth-century Bréifne, Journal of Medieval History, 2004, Tableau ː Early Ui Ruairc pedigree